# Liste der grönländischen Finanzminister
Die Liste der grönländischen Finanzminister listet alle grönländischen Finanzminister.
Der Finanzminister trug von 1984 bis 2002 den Titel Wirtschaftsminister, nicht zu verwechseln mit den Ministerien für Handel, Industrie, Erwerb oder Arbeitsmarkt.
| Antritt            | Abgang             | Finanzminister               | Leben     | Partei            | Regierung                        | evtl. übergeordnetes Ministerium |
| ------------------ | ------------------ | ---------------------------- | --------- | ----------------- | -------------------------------- | -------------------------------- |
| 7. Mai 1979        | 2. Mai 1983        | Lars-Emil Johansen           | * 1946    | Siumut            | Motzfeldt I                      | Erwerb                           |
| 2. Mai 1983        | 10. Februar 1986   | Moses Olsen                  | 1938–2008 | Siumut            | Motzfeldt II, III                |                                  |
| 10. Februar 1986   | 8. September 1987  | Hans Pavia Rosing            | 1948–2018 | Siumut            | Motzfeldt III, IV                |                                  |
| 8. September 1987  | 4. April 1995      | Emil Abelsen                 | 1943–2005 | Siumut            | Motzfeldt IV, V, Johansen I      |                                  |
| 4. April 1995      | 21. Februar 1999   | Daniel Skifte                | 1936–2020 | Atassut           | Johansen II, Motzfeldt VI        |                                  |
| 21. Februar 1999   | 7. Dezember 2001   | Josef Motzfeldt              | * 1941    | Inuit Ataqatigiit | Motzfeldt VII                    |                                  |
| 7. Dezember 2001   | 14. Dezember 2002  | Augusta Salling              | * 1954    | Atassut           | Motzfeldt VIII                   |                                  |
| 14. Dezember 2002  | 20. Januar 2003    | Josef Motzfeldt              | * 1941    | Inuit Ataqatigiit | Enoksen I                        |                                  |
| 20. Januar 2003    | 13. September 2003 | Augusta Salling              | * 1954    | Atassut           | Enoksen II                       |                                  |
| 13. September 2003 | 1. Mai 2007        | Josef Motzfeldt              | * 1941    | Inuit Ataqatigiit | Enoksen III, IV                  |                                  |
| 1. Mai 2007        | 30. Mai 2007       | Lars-Emil Johansen           | * 1946    | Siumut            | Enoksen V                        |                                  |
| 30. Mai 2007       | 18. Juni 2007      | Hans Enoksen (interim)       | * 1956    | Siumut            | Enoksen V                        |                                  |
| 18. Juni 2007      | 22. September 2008 | Aleqa Hammond                | * 1965    | Siumut            | Enoksen V                        |                                  |
| 22. September 2008 | 26. September 2008 | Hans Enoksen (interim)       | * 1956    | Siumut            | Enoksen V                        |                                  |
| 26. September 2008 | 12. Juni 2009      | Per Berthelsen               | * 1950    | Siumut            | Enoksen V                        |                                  |
| 12. Juni 2009      | 11. März 2011      | Palle Christiansen           | * 1973    | Demokraatit       | Kleist                           |                                  |
| 11. März 2011      | 5. April 2013      | Maliina Abelsen              | * 1976    | Inuit Ataqatigiit | Kleist                           |                                  |
| 5. April 2013      | 12. Dezember 2014  | Vittus Qujaukitsoq           | * 1971    | Siumut            | Hammond I, II, Kielsen (interim) |                                  |
| 12. Dezember 2014  | 3. November 2015   | Anda Uldum                   | * 1979    | Demokraatit       | Kielsen I                        |                                  |
| 3. November 2015   | 2. Februar 2016    | Vittus Qujaukitsoq (interim) | * 1971    | Siumut            | Kielsen I                        |                                  |
| 2. Februar 2016    | 27. Oktober 2016   | Randi Vestergaard Evaldsen   | * 1984    | Demokraatit       | Kielsen I                        |                                  |
| 27. Oktober 2016   | 15. Mai 2018       | Aqqaluaq B. Egede            | * 1981    | Inuit Ataqatigiit | Kielsen II                       |                                  |
| 15. Mai 2018       | 10. September 2018 | Pele Broberg                 | * 1972    | Partii Naleraq    | Kielsen III                      |                                  |
| 10. September 2018 | 23. April 2021     | Vittus Qujaukitsoq           | * 1971    | Nunatta Qitornai  | Kielsen III, IV, V, VI           |                                  |
| 23. April 2021     | 23. November 2021  | Asii Chemnitz Narup          | * 1954    | Inuit Ataqatigiit | Egede I                          |                                  |
| 23. November 2021  | 25. September 2023 | Naaja H. Nathanielsen        | * 1975    | Inuit Ataqatigiit | Egede I, II                      |                                  |
| 25. September 2023 | amtierend          | Erik Jensen                  | * 1975    | Siumut            | Egede II                         |                                  |